# Greeley Estates
Greeley Estates ist eine Post-Hardcore-Band aus dem US-amerikanischen Phoenix.

## Geschichte
Greeley Estates wurde Ende 2002 von Ryan Zimmerman (Gesang), Dallas Smith (Gitarre), Brandon Hackenson (Gitarre) und Jared Wallace (Bass) gegründet. Ihr erster Schlagzeuger war Mike Coburn, der die Band verließ, kurz bevor sie Ende 2003 anfingen zu touren. Er wurde durch Brian Champ ersetzt. Kurze Zeit später folgte ihm Jared Wallace und wurde durch Josh Applebach ersetzt.
Ihr erstes Album Outside of This kam kurze Zeit später raus. Im Jahr 2005 kam die EP Caveat Emptor heraus. Auf der DVD The Death of Greeley Estates (Mai 2005) sind Livemitschnitte von der Taste-of-Chaos-Tour.
Am 10. August 2007 verließ Dallas Smith die Band, weil er mehr Zeit mit seiner Familie verbringen möchte und wurde durch Alejandro Torres ersetzt. Auch Bassist Josh Applebach verließ die Band nach der Mexiko Tour mit Silverstein aus persönlichen Gründen. Sein Nachfolger ist Joshua Ferguson. Am 6. Mai 2008 erschien ihr Album Go West Young Man, Let The Evil Go East via Science Records. Am 26. Januar 2010 erschien das neue Album No Rain, No Rainbow bei Tragic Hero Records.

## Diskografie
- 2004: Outside of This (Quick Say Something Funny Music)
- 2005: Caveat Emptor (EP)
- 2005: The Death of Greeley Estates (DVD)
- 2006: Far From the Lies
- 2008: Go West Young Man, Let the Evil Go East
- 2010: No Rain, No Rainbow
- 2011: The Death Of Greeley Estates
- 2012: The Narrow Road (Two LP-Split)
- 2013: Devil Son (Two LP-Split)
- 2017: Calling All the Hopeless (EP)